# Mikkel Shafi
Mikkel Ehab Shafi er en dansk restauratør.
Han står bag den Michelin-stjernebelønnede restaurant Kokkeriet og Spisebaren i Illum.
Senest vil han i juni 2013 åbne den libanesiske restaurant Menzel i Rosengården i København.
Shafi er født i Danmark som søn af palæstinensiske forældre og har haft skolegang i Israel.
Ved åbningen af Spisebaren valgte Shafi at forbyde amning på spisestedet, der tidligere havde været et yndet sted for mødregrupper.
Beslutningen kastede en del debat af sig.